# 이모심
이모심(異牟尋, 754년 ~ 808년)은 779년부터 사망한 808년까지 제7대 남조의 국왕이다. 그의 아버지는 태자 봉가이(鳳迦異)이다.